# St. Anna (Kempfenhausen)

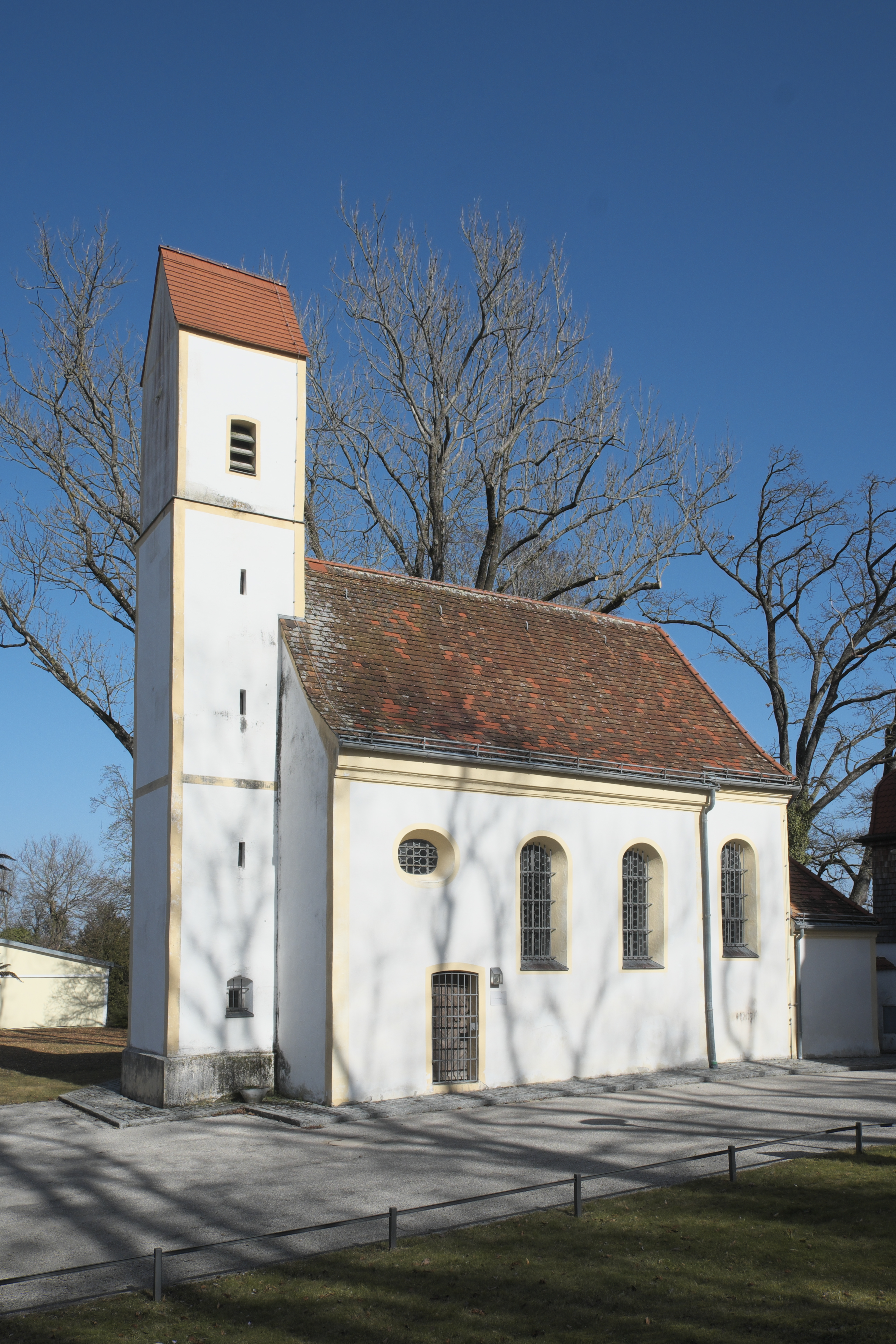
Kapelle St. Anna in Kempfenhausen

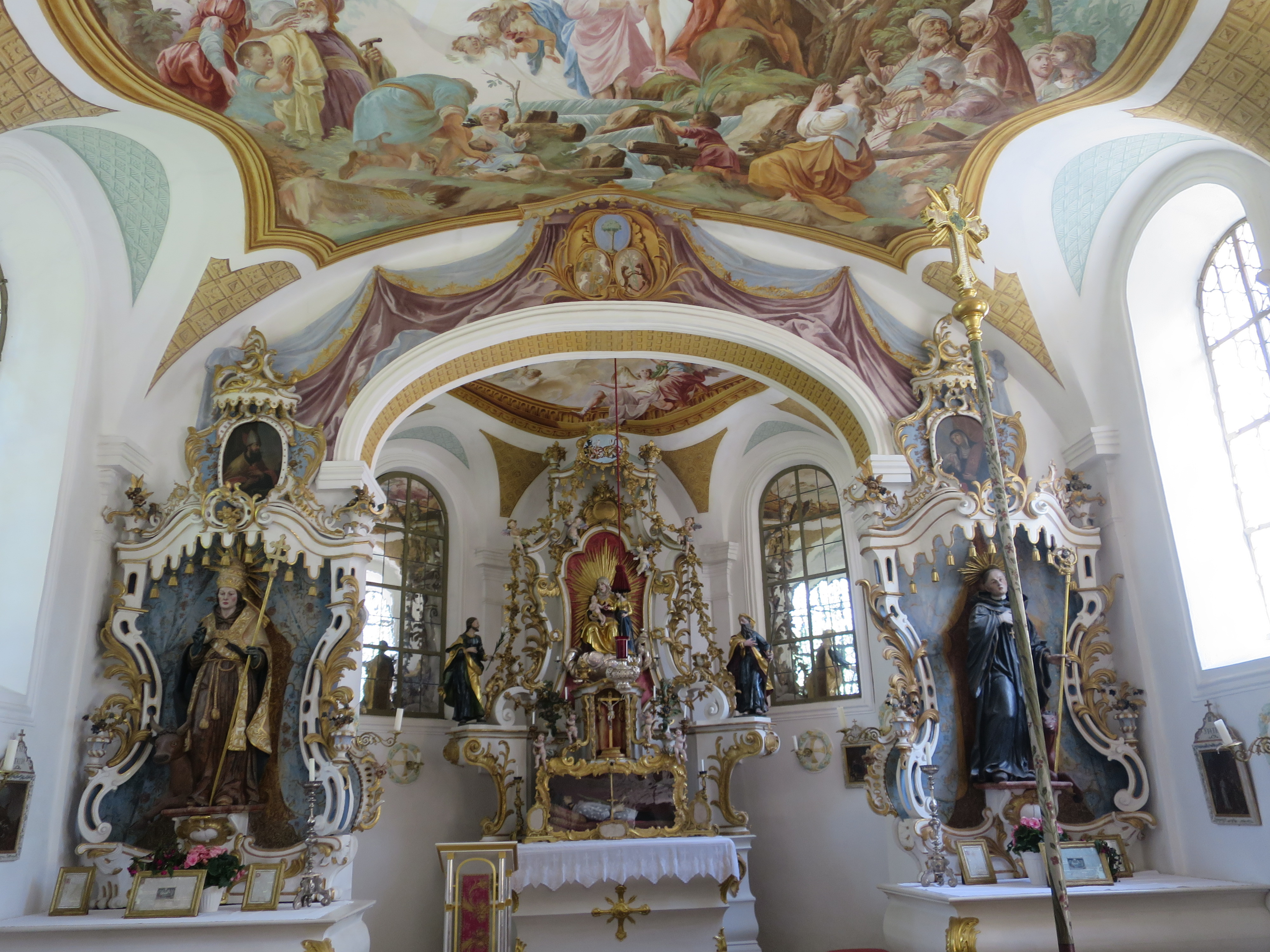
Innenansicht mit Chor

Die Kapelle St. Anna in Kempfenhausen, einem Gemeindeteil von Berg im oberbayerischen Landkreis Starnberg, ist ein geschütztes Baudenkmal.

## Architektur
Die ehemalige Kapelle von Schloss Kempfenhausen ist im Kern wohl spätgotisch und wurde nach 1715 und um 1755 barock umgebaut. Dem Saalbau ist im Westen ein Turm mit Satteldach vorgestellt. Der Chor und das Kirchenschiff sind gleich breit und durch einen Chorbogen getrennt, auf dem das Wappen der Freiherrn von Pirchinger zu sehen ist. Die Wände des Innenraumes sind durch Doppelpilaster gegliedert.

## Ausstattung
Die Kapelle, die der heiligen Anna geweiht ist, erhielt eine Rokokoausstattung durch den Maler Christian Wink, der auch den Saal in Schloss Schleißheim und die Kirche St. Joseph in Starnberg ausgemalt hat.
Die Rokokoaltäre stammen aus der Zeit um 1780. Die Figur im Mittelteil des Hauptaltars ist eine spätgotische Anna Selbdritt. Die Seitenfiguren des Hauptaltars, der heilige Joseph und der heilige Joachim, sowie die Figuren der Nebenaltäre, der heilige Silvester und der heilige Leonhard, stammen aus der Zeit zwischen 1710 und 1760. Zur Ausstattung der Kirche gehört ein Tafelbild mit der Darstellung der Kreuzigung vom Ende des 15. Jahrhunderts und ein auf Kupfer gemaltes Triptychon der Dreifaltigkeit aus dem Jahre 1700.